# Haifagrouper
Haifagrouper ('Epinephelus haifensis) är en art i familjen havsabborrfiskar som finns i östra Atlanten inklusive Medelhavet. 

## Utseende
En relativt långsträckt fisk med 2 rader tänder i underkäkens mellersta del, den bakre raden tydligt större än den främre. Ryggfenan är uppdelad i 2 delar; en främre, hårdare med 11 taggstrålar (varav den 3:e eller 4:e är längst) som saknar hud i spetsen, och en bakre, mjukare med 14 till 15 mjukstrålar. På liknande sätt har analfenan 3 taggstrålar och 9 mjukstrålar, medan bröstfenorna enbart har 18 till 21 mjukstrålar. Kroppen, inklusive huvudet, är mörkbrun medan bukfenorna är mer eller mindre svarta, den mjuka delen av ryggfenan, analfenorna och den baktill avrundade stjärtfenan med svarta bakkanter, resten av stjärtfenan samt bröstfenorna med vita kanter. Kinderna har ett tydligt, svart streck. Som mest kan arten bli 110 cm lång och väga 25 kg.

## Vanor
Haifagroupern är en bottenfisk som föredrar sand- dy- och klippbottnar på djup mellan 90 och 220 m. På grund av att arten är en djuphavsart samt förväxling med den nära släktingen brun havsabborre finns mycket litet data om arten tillgängligt. Av samma skäl har IUCN klassificerat den som kunskapsbrist ("DD").

## Betydelse för människan
Ett mindre, kommersiellt fiske bedrivs.

## Utbredning
Haifagroupern finns från södra Medelhavet (enligt senare fynd troligen även kring den italienska ön Lampedusa i mellersta Medelhavet) och Svarta havet längs Afrikas västkust till Angola.